# Challenge Cup 2013-2014 (pallavolo maschile)
La Challenge Cup di pallavolo maschile 2013-2014 si è svolta dal 19 ottobre 2013 al 29 marzo 2014: al torneo hanno partecipato 51 squadre di club europee e la vittoria finale è andata per la prima volta al Fenerbahçe Spor Kulübü.

## Squadre partecipanti
| - Ethnikos Alexandroupolīs* - Amstetten* - Topvolley Antwerpen* - Dynamo Apeldoorn - Baia Mare - Nyborg - Team Bratislava* - Jedinstvo Brčko - Mladost Brčko - Brno* - Chaumont - CHEV - Orion* | - Anorthōsīs - Nea Salamis - Fonte do Bastardo - Førde - Chênois - Kommunalnik Grodno - Graz - Chemes Humenné - İstanbul BB - Fenerbahçe - Kamnik - Kaposvár - Karavas | - Mladost Kaštela* - Kecskeméti - Lokomotyv Charkiv* - Kokkolan Tiikerit* - Ribnica - Krymsoda* - Top Volley Latina - Asse-Lennik - Hurrikaani-Loimaa - Budaŭnik Minsk - Nantes* - Fakel - Mursa Osijek* | - Pärnu - Audentese* - Vammalan - Schönenwerd - Šachcër Salihorsk - Stella Rossa - Foinikas Syro - Maccabi Tel Aviv - Politechnika Warszawska - Vienna hotVolleys* - Zalău* - Zwolle* |

Volley Team Bratislava ritirato.
- * Provenienti dalla Coppa CEV

## Primo turno

### Ritorno
- * Entrambe le partite sono state giocate in Norvegia.

### Squadre qualificate
- Mladost Brčko[1]
- Kommunalnik Grodno
- Fenerbahçe

## Secondo turno

### Squadre qualificate
| - Mladost Brčko - Chaumont - Fenerbahçe - Graz - Kommunalnik Grodno - İstanbul BB - Kamnik - Top Volley Latina | - Asse-Lennik - Vammalan - Budaŭnik Minsk - Fakel - Pärnu - Schönenwerd - Šachcër Salihorsk - Stella Rossa |

## Sedicesimi di finale

### Squadre qualificate
| - Ethnikos Alexandroupolīs - Chaumont - İstanbul BB - Fenerbahçe - Kamnik - Kokkolan Tiikerit - Top Volley Latina - Asse-Lennik | - Vammalan - Budaŭnik Minsk - Nantes - Pärnu - Šachcër Salihorsk - Stella Rossa - Audentese - Vienna hotVolleys |

## Ottavi di finale

### Squadre qualificate
- Fenerbahçe
- İstanbul BB
- Kamnik
- Top Volley Latina
- Asse-Lennik[4]
- Budaŭnik Minsk
- Nantes[1]
- Stella Rossa

## Quarti di finale

### Squadre qualificate
- İstanbul BB
- Fenerbahçe
- Top Volley Latina
- Nantes

## Semifinali

### Squadre qualificate
- Fenerbahçe
- Top Volley Latina

## Finale

### Squadra campione
- Fenerbahçe